# Linea Syrec'ko-Pečers'ka
La linea Syrec'ko-Pečers'ka (in ucraino Сирецько-Печерська лінія?, Syrec'ko-Pečers'ka linija) o linea M3, è una linea della metropolitana di Kiev, che risale al 1989.

## Cronologia
| Tratto                        | Data di apertura | Nº stazioni | Lunghezza |
| ----------------------------- | ---------------- | ----------- | --------- |
| Zoloti Vorota–Klovs'ka        | 31 dicembre 1989 | 3           | 1,92 km   |
| Klovs'ka–Vydubyči             | 30 dicembre 1991 | 2           | 4,34 km   |
| Vydubyči–Osokorky             | 30 dicembre 1992 | 2           | 4,20 km   |
| Osokorky–Charkivs'ka          | 28 dicembre 1994 | 2           | 2,61 km   |
| Zoloti Vorota–Luk"janivs'ka   | 30 dicembre 1996 | 1           | 3,11 km   |
| Pečers'ka                     | 27 dicembre 1997 | 1           | N/A       |
| Luk"janivs'ka–Dorohožyči      | 3 marzo 2000     | 1           | 2,67 km   |
| Dorohožyči–Syrec'             | 14 ottobre 2004  | 1           | 1,56 km   |
| Charkivs'ka–Boryspil's'ka     | 23 agosto 2005   | 1           | 2,36 km   |
| Vyrlycja                      | 4 marzo 2006     | 1           | N/A       |
| Boryspil's'ka–Červonyj Chutir | 23 maggio 2008   | 1           | 1,09 km   |
| Totale                        | Totale           | 16          | 23,86 km  |

In aggiunta, c'è una stazione non terminata chiamata L'vivs'ka Brama tra le stazioni di Luk"janiv's'ka e Zoloti Vorota e una stazione fantasma Telyčka, situata tra Vydubyči e Slavutyč.

## Cambiamenti di nome
| Stazione    | Nome precedente | Anni      |
| ----------- | --------------- | --------- |
| Klovs'ka    | Mečnykova       | 1989-1993 |
| Zvirynec'ka | Družby Narodiv  | 1991-2023 |

## Interscambi
| Stazione      | Linea | Linea                          | Stazione sull'altra linea  |
| ------------- | ----- | ------------------------------ | -------------------------- |
| Zoloti Vorota |       | linea Svjatošyns'ko-Brovars'ka | Teatral'na                 |
| Palac Sportu  |       | linea Obolons'ko-Teremkivs'ka  | Plošča Ukraïns'kych Heroïv |